# Exocentrus maiae
Exocentrus maiae är en skalbaggsart som beskrevs av Pierre Lepesme och Stefan von Breuning 1955. Exocentrus maiae ingår i släktet Exocentrus och familjen långhorningar. Inga underarter finns listade i Catalogue of Life.